# 巫文隆
巫文隆是臺灣的軟體動物學家，曾任中央研究院生物多樣性研究中心研究員（已退休），為台灣貝類資料庫的主要發起人。

## 研究
巫文隆畢業於臺灣大學動物學研究所，並於1985年自英國曼徹斯特大學獲博士學位，後至中央研究院動物研究所（今細胞與個體生物學研究所）與生物多樣性研究中心任研究員，設立臺灣首間以貝類為主題的研究室（軟體動物學研究室），研究臺灣貝類的多樣性，研究室建立「台灣貝類資料庫」將貝類研究的成果數位化，後來又建立「台灣貝類人文資料庫網站」紀錄貝類在人類文化中的意涵。此外他還收集了大量世界各地的大量貝殼與相關藝術品，曾任生物多樣性研究中心動物標本館館主任。

## 個人生活
巫文隆曾任臺灣巫氏宗親總會的榮譽副會長。

## 榮譽
巫文隆曾獲中華民國總統府一等服務獎章，並獲選1987年（第25屆）十大傑出青年。

## 外部連結
- 台灣貝類資料庫 （页面存档备份，存于）